# Прейссова, Габриэла
Габриэла Прейссова (чеш. Gabriela Preissová), урождённая Секерова (Sekerová), также известна под псевдонимом Матильда Думонтова (Matylda Dumontová, 23 марта 1862[…], Кутна-Гора, Королевство Богемия, Австрийская империя[…] — 27 марта 1946[…], Прага, Третья Чехословацкая Республика[…]) — чешская писательница и драматург.

## Биография

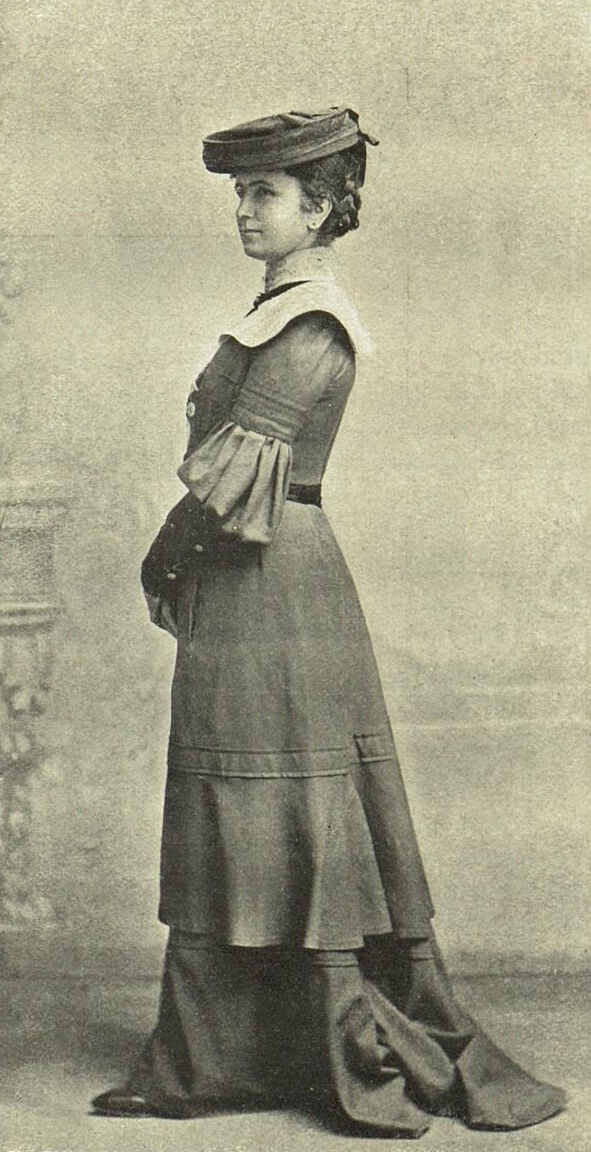
Габриэла Прейссова в 1905 году

Родилась 23 марта 1862 года в городе Кутна Гора. Обучалась в Праге, в семье архивариуса.
В юности провела некоторое время в городе Годонин в Моравской Словакии. Увлекалась национальным фольклором.
В 15 лет, под псевдонимом Матильда Думонтова, написала рассказ «Дворовый и помещичья дочка». В 1883 году напечатан в журнале «Движение» («Рух») её рассказ из словацкой деревенской жизни под названием «Горестная шутка».
В 1889 году опубликовала сборник рассказов и очерков из быта крестьян-словаков «Картинки из словацкого края» (Obrázky ze Slovácka), который принёс ей известность. Затем опубликовала другие произведения из жизни моравских и венгерских словаков, мелкого мещанства, изредка интеллигенции: «Ideály» (1889), «Z mého alba» (1890), «Crty ze Slovácka» (1890), «Nové obrázkv a črty» (1893), «Obrázky bez rámů» (1895), «Korutanské povídky» (1896), «Kdyź hvězdy padaly» (1898), «Povidky» (1890 и 1899), «Talmové zlato» (1901), «Porosené pavučiny» (1902), «Máky a žitě» (1903) и другие. При известной мягкости и «пастельности», рассказы Прейссовой эффектны, полны движения и согреты живой любовью к славянскому народу. Многие из произведений были переведены на польский, русский и французский языки.
Позднейшие романы из жизни светского общества и крестьянства Каринтии заурядны и не достигли высоты первых произведений.
Драмы Прейссовой —  «Хозяйская раба» (Gazdina roba) и «Её падчерица» (Její pastorkyňa, 1890), действие которых происходит в Моравской Словакии, — написаны по-словацки, реалистичны и изображают словацкий быт. «Хозяйская раба» — любовная драма с сильными социальными акцентами, героями которой являются простые люди словацкой деревни. Габриэла Прейссова тяжело воспринимала нападки критиков на пьесу «Её падчерица» и в дальнейшем сосредоточилась на популярных книгах для женщин.
Композитор Йозеф Фёрстер написал либретто для оперы «Ева» по пьесе Габриэлы Прейссовой «Хозяйская раба». Впервые она была исполнена 1 января 1899 года в Национальном театре в Праге.
Композитор Леош Яначек написал либретто для оперы «Енуфа» по пьесе Габриэлы Прейссовой «Её падчерица» (1890), премьера которой состоялась 21 января 1904 года в театре на улице Вевержи — филиале Национального театра города Брно. «Енуфа» популярна во всём мире. 11 июля 2018 года опера была поставлена на основной сцене московского музыкального Театра имени Станиславского и Немировича-Данченко.
В 1894 году приняла участие в съезде польских писателей и журналистов (Zjazd Literatów i Dziennikarzy Polskich) во Львове. В 1896 году предприняла поездку в Москву и Нижний Новгород, впечатления от которой описала в «Картинах русского путешествия».
Прожила с первым мужем два года в Клагенфурт-ам-Вёртерзе в Каринтии. Со вторым мужем, полковником австрийской армии, переехала в Пулу, откуда выезжала в Италию и Францию. В годы Первой мировой войны её муж был начальником лагеря для военнопленных в Миловице. Габриэла Прейссова публично осудила убийство русского военнопленного.
В межвоенный период жила в Праге.
Умерла 27 марта 1946 года в возрасте 85 лет в Праге. Похоронена на Вышеградском кладбище.

## Личная жизнь
В 1880 году вышла замуж за Яна Прейсса (Jan Nepomuk Preiss, 1838—1908). После его смерти, в 1908 году вышла замуж за Адольфа Халберта (Adolf Halbaerth, 1858—1949).

## Память
Именем Габриэлы Прейссовой названы улицы в Брно, Простеёве и Карвине.